# Tricyphona optabilis
Tricyphona (Tricyphona) optabilis là một loài ruồi trong họ Pediciidae. Chúng phân bố ở vùng sinh thái Palearctic.